# Triacanthus
Triacanthus är ett släkte av fiskar. Triacanthus ingår i familjen Triacanthidae.
Kladogram enligt Catalogue of Life:
| Triacanthus | \| \| Triacanthus biaculeatus \| \| \| \| \| \| Triacanthus nieuhofii \| \| \| \| |
|             | \| \| Triacanthus biaculeatus \| \| \| \| \| \| Triacanthus nieuhofii \| \| \| \| |
|             | Pseudotriacanthus                                                                 |
|             |                                                                                   |
|             | Tripodichthys                                                                     |
|             |                                                                                   |
|             | Trixiphichthys                                                                    |
|             |                                                                                   |
|             | Triacanthus biaculeatus                                                           |
|             |                                                                                   |
|             | Triacanthus nieuhofii                                                             |
|             |                                                                                   |

|  | Triacanthus biaculeatus |
|  |                         |
|  | Triacanthus nieuhofii   |
|  |                         |